# Dasycercodes
Dasycercodes is een geslacht van rechtvleugeligen uit de familie sabelsprinkhanen (Tettigoniidae). De wetenschappelijke naam van dit geslacht is voor het eerst geldig gepubliceerd in 1951 door Bey-Bienko.

## Soorten
Het geslacht Dasycercodes  is monotypisch en omvat slechts de volgende soort:
- Dasycercodes iranicus (Bey-Bienko, 1951)